# Julian Radułski
Julian Radułski, bułg. Юлиан Радулски (ur. 24 maja 1972 w Płowdiwie, zm. 16 lutego 2013 tamże) – bułgarski szachista, arcymistrz od 2004 roku.

## Kariera szachowa
Od pierwszych lat 90. XX wieku należał do szerokiej czołówki bułgarskich szachistów. W finałach indywidualnych mistrzostw kraj zadebiutował w 1991. Znaczące sukcesy na arenie międzynarodowej zaczął odnosić w pierwszych latach XXI wieku. W 2001 wypełnił pierwszą normę arcymistrzowską, zajmując II m. (za Veljko Jeremiciem) w Starej Pazowie, drugą – w Linares (2002, dz. II m. za Zhangiem Pengxiangiem, wspólnie z Iwanem Czeparinowem, Mauricio Vassallo i Robertem Kempińskim), natomiast trzecią – w Gien (2004). W 2002 i 2004 reprezentował narodowe barwy na szachowych olimpiadach, natomiast w 2003 i 2011 – w drużynowych mistrzostwach Europy. W 2011 zdobył w Podgoricy brązowy medal indywidualnych mistrzostw państw bałkańskich, jak również złoty medal indywidualnych mistrzostw Bułgarii.
Do innych indywidualnych sukcesów Juliana Radulskiego należały:
- dz. I m. w Novi Becej (2001, wspólnie z Miroslavem Tosiciem(inne języki) i Dusanem Rajkoviciem),
- dz. II m. w Hercegu Novim (2002, za Petyrem Genowem, wspólnie z m.in. Bosko Abramoviciem i Draganem Kosiciem),
- dz. II m. w Belgradzie (2003, za Nikola Djukiciem, wspólnie z m.in. Olegiem Romaniszynem, Miłko Popczewem i Gieorgijem Timoszenko),
- dz. II m. w Leposaviciu (2003, za Dejanem Anticiem, wspólnie z Miroslavem Markoviciem(inne języki)),
- III m. w Sofii (2004, mistrzostwa Bułgarii, za Iwanem Czeparinowem i Borysem Czatałbaszewem),
- dz. I m. w Ołomuńcu (2005, wspólnie z Konstantinem Maslakiem),
- dz. I m. w Brnie (2005, wspólnie z Tomasem Polakiem),
- I m. w Ferrol (2007),
- II m. w Le Touquet (2007, za Sebastienem Fellerem),
- dz I m. w Montacadzie (2008, wspólnie z Yurim Gonzalezem Vidalem),
- I m. w Warszawie (2010),
- dz. I m. w Ferrolu (2010, wspólnie z Ilmārsem Starostītsem).

Najwyższy ranking w karierze osiągnął 1 listopada 2010, z wynikiem 2606 punktów zajmował wówczas 6. miejsce wśród bułgarskich szachistów.